# Sergei Wassiljewitsch Djakow
Sergei Wassiljewitsch Djakow (russisch Сергей Васильевич Дьяков, wiss. Transliteration Sergej Vasil'evič D'jakov; * 26. März 1939 in Balaschow, Oblast Saratow; † 24. August 2016 in Moskau) war ein sowjetischer bzw. russischer KGB-Offizier, der von 1992 bis 1993 Leiter der Akademie des Föderalen Sicherheitsdienstes der Russischen Föderation war.

## Leben
Djakow trat nach seinem Abschluss an der Ingenieurhochschule Stalingrad 1958 in die Sowjetarmee ein. 1962 absolvierte er ein weiteres Studium an der Leningrader Militäringenieurschule an und wurde anschließend im Sicherheitsapparat der Armee tätig. Er wurde in Nowosibirsk in der militärischen Spionageabwehr ausgebildet. Im Anschluss an das Studium leistete er ab 1964 Dienst in einer Sondereinheit der Strategischen Raketentruppen der Sowjetunion. 1969 schloss er ein Fernstudium an der juristischen Fakultät der Staatlichen Universität Kasan ab. Daran schloss sich ein Postgraduiertenstudium an der Höheren Schule des KGB der UdSSR an, das er 1971 erfolgreich abschloss. 1974 wurde er an dieser Einrichtung zum außerordentlichen Professor berufen. 1978 stieg er zum Leiter der Abteilung für Strafrecht und Strafprozessordnung auf. 1980 wurde er Leiter der Abteilung Strafrecht, Strafprozessrecht und Kriminalistik. Daran schloss sich eine Verwendung als Leiter der Weiterbildungsfakultät für Führungskräfte und Spezialisten und als Erster Stellvertretender Leiter der Höheren Schule des KGB der UdSSR, benannt nach Feliks Dzierżyński an. Ab 1989 wurde er Assistent des Vorsitzenden des KGB der UdSSR, Wladimir Alexandrowitsch Krjutschkow. Nach dem Augustputsch in Moskau wurde er Leiter der Akademie des Sicherheitsministeriums der Russischen Föderation. Nach dessen Fusion mit der Akademie der Grenztruppen wechselte er 1994 an die Spitze des Föderalen Spionageabwehrdienstes der Russischen Föderation. 2002 wechselte er in die Privatwirtschaft und wurde Vorsitzender des Verwaltungsrates der VSK-Versicherung. Seit 2005 war er Professor an der Staatlichen Technischen Universität Moskau und an der Akademie des FSB. Er wurde auf dem Moskauer Friedhof Trojekurowo beigesetzt. Sein letzter erreichter Dienstgrad war der eines Generalleutnants.

## Akademische Titel, Berufsbezeichnung und Auszeichnungen
- Doktor der Rechtswissenschaften
- Professor